# Rhyacophila
Rhyacophila – chruścik (Insecta: Trichoptera) z rodziny Rhyacophilidae. W rodzaju Rhyacophila w Polsce występuje kilkanaście gatunków. Larwy żyją w źródłach (krenal), małych strumieniach (rhitral) oraz rzekach (potamal). W większości są to gatunki górskie związane z wodami płynącymi. Na nizinach liczniej występują jedynie: Rhyacophila fasciata i Rhyacophila nubila. Larwy są drapieżne, zjadają drobne organizmy wodne, nie budują przenośnych domków ani sieci łownych. Dopiero ostatnie stadium larwalne buduje domek poczwarkowy z małych kamyczków, w środku z przędzy jedwabnej buduje kokon, w którym następuje przepoczwarczenie. Postacie doskonałe (imago) spotykane są w pobliżu zbiorników wodnych, aktywne wieczorem i w nocy, przylatują do światła.
W Polsce stwierdzono występowanie:
- Rhyacophila aurata (oznaczenie niepewne, gatunek może w Polsce występować)
- Rhyacophila aquitanica
- Rhyacophila dorsalis
- Rhyacophila evoluta
- Rhyacophila fasciata
- Rhyacophila glareosa
- Rhyacophila laevis
  - Rhyacophila laevis slovenica
- Rhyacophila mocsaryi
- Rhyacophila nubila
- Rhyacophila obliterata
- Rhyacophila philopotamoides
  - Rhyacophila philopotamoides orientis
- Rhyacophila polonica
- Rhyacophila praemosa
- Rhyacophila pubescens
- Rhyacophila torrentium
- Rhyacophila tristis
- Rhyacophila vulgaris